# Sui-dynastie
De Sui-dynastie was een kortdurende dynastie in China (581-618) die de zuidelijke en noordelijke dynastieën opvolgde en voorafging aan de Tang-dynastie.

## Ontstaan
De Sui-dynastie werd door de generaal Yang Jian (Sui Wendi) opgericht door de troon van de Noordelijke Zhou-dynastie te grijpen, en vervolgens het rijk van de Chen-dynastie in het zuiden van China te veroveren. Hij vestigde zijn hoofdstad in de stad Chang'an (het huidige Xi'an).

## Opbouw

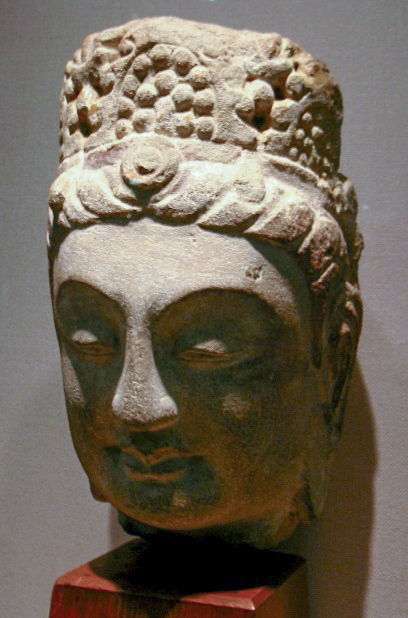
Bodhisattva uit de Sui-dynastie, zandsteen

De dynastie werd gekenmerkt door hereniging van zuidelijk en noordelijk China en de bouw van het Grote Kanaal. Er vonden diverse hervormingen plaats door de keizers Wen en Yang. Zo werd er een systeem van landverdeling ingesteld om de sociale kloof te dichten. Dit resulteerde in een verbeterde landbouwproductiviteit. Ook werd de regeringsmacht gecentraliseerd en de munteenheid werd gestandaardiseerd en verenigd. De defensie werd beter en de Grote Muur werd uitgebreid. Het boeddhisme verspreidde zich dankzij patronage door het keizerlijke hof en de administratie.

## Ondergang
De snelle ondergang van de Sui-dynastie wordt toegeschreven aan de tirannieke eisen van de overheid. Het volk droeg een verpletterende last van belastingen en verplichte arbeid. Deze middelen werden vooral gebruikt voor de voltooiing van het Grote Kanaal, een grote bouwonderneming die veel geld en mankracht vereiste. Hetzelfde gold voor de wederopbouw van de Grote Muur. Verzwakt door dure en rampzalige militaire campagnes tegen Korea in de vroege zevende eeuw, desintegreerde de dynastie als gevolg van een combinatie van volksopstanden, moord en verlies van loyaliteit aan de leiders.
Xia · Shang · Zhou · Qin · Han · Drie Koninkrijken · Jin · Zuidelijke Dynastieën · Noordelijke Dynastieën · Sui · Tang · Vijf Dynastieën · Jin (Jurchen) · Song · Yuan · Ming · Qing